# Aeroportul Girdwood
Aeroportul Girdwood (IATA: AQY, FAA LID: AQY) este un aeroport din Alaska, Statele Unite ale Americii ce deservește zona Girdwood⁠(d). A fost numit după zona deservită.
Situat la o altitudine de 46 m, aeroportul dispune de 1 pistă.

## Infrastructură

### Piste
Aeroportul dispune de o singură pistă. Pista 1/19 are suprafața de pietriș și dimensiunile 2.095 picioare × 60 picioare. 